# Eugen Bolz
Eugen Bolz, född 15 december 1881 i Rottenburg am Neckar, död 23 januari 1945 i Berlin-Plötzenseefängelset, avrättad genom giljotinering. Han var en av de som deltog i 20 juli-attentatet.